# Смирнихівський міський округ
Смирниховський район (рос. Смирныховский район) — адміністративно-територіальна одиниця (район) та муніципальне утворення (муніципальний район) у складі Сахалінської області Російської Федерації.
Адміністративний центр — смт Смирних.

## Географія
Знаходиться на південної части острова Сахалін.
Смирниховський район прирівняний до районів Крайньої Півночі.

## Населення
| 2002    | 2010    | 2011    | 2012    | 2013    | 2014    | 2015    |
| ------- | ------- | ------- | ------- | ------- | ------- | ------- |
| 15 063  | ↘13 142 | ↘13 108 | ↘12 840 | ↘12 603 | ↘12 498 | ↘12 389 |
| 2016    | 2017    | 2018    | 2019    |         |         |         |
| ↘12 097 | ↘12 003 | ↘11 891 | ↘11 742 |         |         |         |